# Ignatas Konovalovas
Ignatas Konovalovas (* 8. Dezember 1985 in Panevėžys, Litauische SSR, Sowjetunion) ist ein ehemaliger litauischer Radrennfahrer.

## Sportliche Karriere
Im Jahr 2016 gewann Ignatas Konovalovas im Alter von 20 Jahren die Gesamtwertung und Punktewertung der Ronde de l’Isard nachdem er die Auftaktetappe der Nachwuschsrundfahrt für sich entschieden hatte. Bei den Bahn-Europameisterschaften wurde er im selben Jahr Dritter als Teil des litauischen Bahnvierers in der Mannschaftsverfolgung. Ein Jahr später ging er für den Club VC La Pomme Marseille erneut bei der Ronde de l’Isard an den Start und gewann das Einzelzeitfahren der 3. Etappe. Weiters beendete er die Tour de l’Avenir im Jahr 2007 auf dem 16. Gesamtrang. Zuvor gewann er die Silbermedaille im U23-Straßenrennen der Straßen-Europameisterschaft und wurde Vierter im Einzelzeitfahren.
Im Jahr 2008 erhielt Konovalovas einen Vertrag beim französischen ProTeam Crédit Agricole, für das er bereits 2007 als Stagiaire fuhr. Er entschied eine Etappe und die Nachwuchswertung der Luxemburg-Rundfahrt für sich und wurde Im selben Jahr litauischer Meister im Einzelzeitfahren, diesen Erfolg konnte er bis 2017 sechs Mal wiederholen.
Nach nur einem Jahr wechselte er zum Cervélo TestTeam und erzielte seinen größten Erfolg, als er das Abschlusszeitfahren des Giro d’Italia gewann. Die Italien-Rundfahrt stellte zugleich sein Grand-Tour-Debüt dar, wobei er den 90. Gesamtrang belegte. Am Ende der Saison fuhr er auch bei den Straßenradsport-Weltmeisterschaften 2009 im Schweizer Mendrisio als Neunter in die Top 10. Weiters gewann er im Jahr 2009 den Giro del Mendrisiotto. Im Jahr 2010 betritt er seine erste Tour de France, wobei er das Abschlusszeitfahren als Vierter beendete und den 124. Gesamtrang belegte.
In den Jahren 2011 und 2012 ging Konovalovas ohne nennenswerte Ergebnisse für das Movistar Team an den Start. Auch beim Team MTN Qhubeka konnte er keine internationalen Erfolge einfahren.
Im Jahr 2015 wechselte der zwischenzeitlich 28-jährige Litauer zurück zum Team Marseille 13 KTM (früher VC La Pomme Marseille), das nun als UCI Continental Team an den Start ging. Im Frühjahr setzte er sich in der Bergwertung der Tour du Haut Var durch, ehe er die Gesamtwertung der Vier Tage von Dünkirchen vor dem Franzosen Bryan Coquard gewann.
Nach nur einem Jahr kehrte Ignatas Konovalovas mit dem FDJ Team (später Groupama-FDJ) in die UCI WorldTour zurück, wobei er nun als Anfahrer von Arnaud Démare fungierte. Im Jahr 2017 wurde er erstmals litauischer Meister im Straßenrennen, ehe er seinen letzten internationalen Erfolg bei den Vier Tage von Dünkirchen feierte. Seine letzte Saison bestritt er im Jahr 2024, ehe er seine Karriere im Alter von 39 Jahren beendete.
Ignatas Konovalovas nahm dreimal an den Olympischen Spielen teil. 2004 in Athen belegte er gemeinsam mit Linas Balčiūnas, Tomas Vaitkus, Raimondas Vilčinskas und Aivaras Baranauskas Rang acht in der Mannschaftsverfolgung auf der Bahn. 2008 in Peking bestritt er das Straßenrennen und wurde 28. Bei den Spielen 2016 in Rio de Janeiro konnte er das Straßenrennen nicht beenden.

## Privates
Seine Mutter Laima Zilporytė war ebenfalls Radrennfahrerin.

## Erfolge
2006
- Gesamtwertung und eine Etappe Ronde de l’Isard (U23)
- Litauischer Meister – Einzelzeitfahren

2007
- eine Etappe Ronde de l’Isard

2008
- eine Etappe und Nachwuchswertung Luxemburg-Rundfahrt
- Litauischer Meister – Einzelzeitfahren

2009
- Giro del Mendrisiotto
- eine Etappe Giro d’Italia
- Litauischer Meister – Einzelzeitfahren

2010
- Litauischer Meister – Einzelzeitfahren

2013
- Litauischer Meister – Einzelzeitfahren

2015
- Mannschaftszeitfahren Circuit des Ardennes
- Gesamtwertung 4 Jours de Dunkerque

2016
- Mannschaftszeitfahren Mittelmeer-Rundfahrt
- Litauischer Meister – Einzelzeitfahren

2017
- eine Etappe Tour des Hauts-de-France
- Litauischer Meister – Einzelzeitfahren und Straßenrennen

2021
- Litauischer Meister – Straßenrennen

## Grand Tours-Platzierungen
| Grand Tour            | 2009 | 2010 | 2011 | 2012 | 2013 | 2014 | 2015 | 2016 | 2017 | 2018 | 2019 | 2020 | 2021 | 2022 | 2023 |
| --------------------- | ---- | ---- | ---- | ---- | ---- | ---- | ---- | ---- | ---- | ---- | ---- | ---- | ---- | ---- | ---- |
| Giro d’ItaliaGiro     | 90   | 106  | 102  | –    | –    | –    | –    | 134  | –    | –    | DNF  | 124  | –    | 115  | 105  |
| Tour de FranceTour    | –    | 127  | –    | –    | –    | –    | –    | –    | DNF  | –    | –    | –    | DNF  | –    | –    |
| Vuelta a EspañaVuelta | DNF  | –    | DNF  | –    | –    | –    | –    | –    | –    | –    | –    | –    | –    | –    | –    |